# Brunellia boqueronensis
Brunellia boqueronensis är en tvåhjärtbladig växtart som beskrevs av José Cuatrecasas. Brunellia boqueronensis ingår i släktet Brunellia och familjen Brunelliaceae. Inga underarter finns listade i Catalogue of Life.